# Mesías Maiguashca
Mesías Maiguashca (Quito, 25 de desembre de 1938) és un compositor equatorià.

## Biografia
Nascut a Quito, Maiguashca va estudiar música al Conservatori Nacional de Quito, a l'Escola de Música Eastman a Rochester (Nova York) (1958-65), amb Alberto Ginastera a l'Instituto Di Tella a Buenos Aires i a la Hochschule für Musik de Colònia, on va estudiar amb Karlheinz Stockhausen. Entre 1965-66 va tornar a Quito per ensenyar al Conservatori Nacional, però després es va traslladar a Alemanya per assistir a la Internacional Ferienkurse für Neue Musik a Darmstadt i Cursos de Colònia per la Nova Música 1966-67
A partir del 1990 va ser professor de Música Electrònica a la "Musikhochschule Freiburg", on romangué fins a la jubilació, el 2004.

## Obres[2]
- Iridiscente: orquestra, electroacústica i Objectes sonors, 2009
- Ton-Geographie IV: violí, violoncel, flauta, trombó i objectes sonors, 2007
- Boletín y elegía de las Mitas: cantata escènica sobre textos de César Dávila Andrade, 2006-7
- Los Enemigos òpera de cambra, estrena: 31 octubre 1997 Karlsruhe, Alemanya.

## Escrits
- Maiguashca, Mesias. 1975. "Information zu Übungen für Violine, Klarinette und Violoncello." Feedback Papers 9 (Estiu): 228–32.
- Maiguashca, Mesias. 1985. "Zu FMELODIES" Neuland Jahrbuch 5:288–96.
- Maiguashca, Mesias. 1987. "Espectro—armonía—melodía—timbre". Opus Magazine, no. 13 (Juny, editat per Arturo Rodas i traduït per Ramiro Salvador Roldán): 10–19.
- Maiguashca, Mesias. 1991. "Spectre—harmonie—mélodie—timbre." In Le timbre, métaphore pour la composition, editat per Jean-Baptiste Barrière, Catherine Delaruelle i Anne Grange, traduït per Esther Starkier i Alain Galliari, 402–11. París: Bourgois.

## Discografia
- Computer Music Currents 5 (Wergo 20252): Mesias Maiguashca, Fmelodies II and works bt J. Harvey, G. Loy, Kaija Saariaho, D. Smalley
- Reading Castañeda (Wergo 20532): Mesias Maiguashca: The Spirit Catcher, The Tonal, Sacatecas Dance, The Wings of Perception II, El Oro, The Nagual.
- FEEDBACK STUDIO KÖLN CD 2: Mesias Maiguashca, Übungen. Altres obres de D. Johnson, K. Barlow, S. Foretic, P. Eötvös y John McGuire.
- ORGEL MUSIK UNSERER ZEIT IV: Z. Szathmáry spielt Werke Mesias Maiguashca (Nemos Orgel) und W. Michel, Z. S zathmáry, H. Otte, C. Lefebvre.
- SurPlus Contemporáneos: Published by Sumak, Música Acadèmica Equatoriana del Segle XX Mesias Maiguashca, La Noche Cíclica. Altres obres de J. Campoverde, P. Freire, A. Rodas, L. Enríquez, E. Flores & M. Estévez. CCEN del Azuay